# Laternaria agusanensis
Laternaria agusanensis är en insektsart som först beskrevs av Baker 1925.  Laternaria agusanensis ingår i släktet Laternaria och familjen lyktstritar. Inga underarter finns listade i Catalogue of Life.